# Konstantyn Meliteniota
Konstantyn Meliteniota (gr.: Κωνσταντῖνος Μελιτηνιώτης; zm. 1307) – teolog bizantyński, jeden z głównych teoretyków unii lyońskiej.

## Życie
Nazwisko Melitenioty wskazuje, że jego rodzina pochodziła z miasta Meliteny, w południowo-wschodniej Anatolii. Brak dokładnych informacji o miejscu i dacie jego urodzenia. Wedle najnowszych badań jego narodziny przypadły pomiędzy 1240 a 1250 rokiem. Możliwe, że uczył się u Jerzego Akropolity. Nazwisko Melitenioty nosił również w XIV wieku astronom Teodor Maeliteniota, podobnie jak Konstanty, służący jako archidiakon. Konstantyn nie miał dzieci i najwyraźniej nigdy się nie ożenił.
W 1270 roku Konstantyn został wysłany przez cesarza Michała VIII Paleologa (1259-1282) wraz z chartofylaksem Janem Bekkosem, jako ambasador na dwór króla francuskiego Ludwika IX. Celem poselstwa było nakłonienie króla francuskiego, aby przekonał swego brata, Karola, króla Sycylii, do odstąpienia od planowanego ataku, na odzyskany niedawno przez Bizantyńczyków na łacinnikach Konstantynopola (1261). Ludwik przebywał wówczas pod murami Tunisu, prowadząc krucjatę przeciw muzułmanom. Po niebezpiecznej podróży dwaj ambasadorowie wylądowali 3 sierpnia w Kartaginie Po przekazaniu darów i listu cesarskiego, dnia 24 sierpnia zostali przyjęci na audiencji przez króla, który obiecał zrobić, co w jego mocy, by poprawić wzajemne stosunki między Michałem VIII i jego bratem. Nie zdążył już jednak nic zrobić. Następnego dnia zmarł bowiem na dyzenterię. Greccy ambasadorowie wrócili do domu z pustymi rękami.
Meliteniota był entuzjastycznym zwolennikiem planów zawarcia unii z Kościołem Zachodnim przez Michała VIII (w odróżnieniu od Bekkosa, który początkowo był im przeciwny). Jerzy Pachymeres i Jerzy Metochita przedstawiają Meliteniotę jako jednego z głównych zwolenników i publicystów wspierających politykę Michała VIII w latach poprzedzających zawarcie unii lyońskiej. Obaj też zaświadczają, że ważnym współpracownikiem Melitenioty w tym czasie był Grzegorz z Cypru, później zagorzały przeciwnik unii. O przyjaźnie pomiędzy obydwoma teologami w tym okresie świadczy niewątpliwie fakt, że siedem pierwszych listów w zbiorze korespondencji Grzegorza zostało skierowanych do Melitenioty.
Kiedy Jan Bekkos został w 1275 roku patriarchą Konstantynopola, Meliteniota zastąpił go na stanowisku chartophylaksa, pozostając archidiakonem duchowieństwa pałacowego i protekdikosem Wielkiego Kościoła w Konstantynopolu (co stawiało go na czele trybunału kościelnego rozstrzygającego o przyznaniu bądź odmowie azylu w kościele Hagia Sophia). W 1277 roku Meliteniota wraz z Jerzym Metochitą i metropolitą Kyzyku Teodorem Skutariotą został wysłany z poselstwem do Rzymu, gdzie miał przedstawić dowody przestrzegania przez stronę prawosławną postanowień unii. Jan Bekkos powierzył mu swój list synodalny, który miał być wręczony osobiście papieżowi.
Po śmierci Michała VIII w 1282 roku, jego następca Andronik II wyrzekł się unii. Po serii synodów zwołanych najpierw pod przewodnictwem ciężko chorego Józefa I, a później jego następcy Grzegorza II - unioniści, wśród nich Bekkos, Meliteniotes i Metochita, zostali pozbawieni godności kościelnych i publicznie potępieni. Meliteniotes i Metochita zostali zamknięci w klasztorze Pantokratora w Konstantynopolu, do czasu gdy w 1285 roku stanęli wraz z Bekkosem przed ojcami Synodu Blacherneńskiego. Synod ten, jedno z ważniejszych wydarzeń teologicznych okresu późnego Bizancjum, sformułował ostateczne stanowisko doktrynalne Kościoła Wschodniego w sprawie Filioque. Bekkos i Meliteniotes bronili na nim swojego prozachodniego stanowiska, wskazując, że jest ono zgodne z pismami Ojców Kościoła, którzy przedstawiają Syna jako czynnego pośrednika wiecznego objawiania się Ducha Świętego. Grzegorz z Cypru twierdził natomiast, że teksty patrystyczne mówiące o tym, że Duch Święty jest "przez Syna", należy interpretować w ten sposób, że owo "przez" nie oznacza otrzymania istnienia lecz "manifestację". Po synodzie Grzegorz zebrał jego nauczanie w Tome. Późniejsze pisma Meliteniotesa są poświęcone zwalczaniu doktryny zawartej w Tome.
Po synodzie Meliteniotes i Bekkos zostali zesłani do twierdzy świętego Grzegorza na południowym brzegu Zatoki Nikomedyjskiej (być może znajdującej się w pobliżu dzisiejszego miasta Karamürsel). Po śmierci Bekkosa w 1297 roku Meliteniotes i Metochita powrócili do Konstantynopola. Meliteniotes pozostawał pod strażą w pałacu cesarskim do swej śmierci w 1307 roku.

## Twórczość
Meliteniota napisał dwie rozprawy O pochodzeniu Ducha Świętego oparte na tekstach patrystycznych z IV i V wieku. Pomiędzy 1285 a 1289 rokiem napisał też dwa traktaty, w których zwalczał doktrynę Grzegorza z Cypru zawartą w Tome.